# Наумовское сельское поселение (Хабаровский край)
Наумовское се́льское поселе́ние — муниципальное образование в Хабаровском районе Хабаровского края Российской Федерации. Образовано в 2004 году. 
Административный центр — село Наумовка.

## Население
| 2010 | 2011 | 2012 | 2013 | 2014 | 2015 | 2016 |
| ---- | ---- | ---- | ---- | ---- | ---- | ---- |
| 79   | →79  | ↘76  | ↘73  | ↘72  | ↘68  | ↗69  |
| 2017 | 2018 | 2019 | 2020 | 2021 |      |      |
| ↘67  | ↘64  | ↘61  | →61  | ↗67  |      |      |

## Населённые пункты
В состав поселения входят 2 населённых пункта:
| № | Населённый пункт | Тип  | Население |
| - | ---------------- | ---- | --------- |
| 1 | Наумовка         | село | ↘65       |
| 2 | Томское          | село | ↘2        |